# Spherillo melanurus
Spherillo melanurus is een pissebed uit de familie Armadillidae. De wetenschappelijke naam van de soort is voor het eerst geldig gepubliceerd in 1887 door Adrien Dollfus.